# Йохан Фридрих Шенк фон Щауфенберг
Йохан Фридрих Шенк фон Щауфенберг (на немски: Johann Friedrich Schenk von Stauffenberg; * кръстен на 30 май 1660 в Лаутлинген, днес част от Албщат; † 29 април 1720 във Вилфлинген, днес част от Лангененслинген) e благородник фрайхер от род Шенк фон Щауфенберг, генерал-фелдмаршал-лейтенант на имперската войска на Швабския окръг, Йоантски рицар и комендатор на множество коменден на Йоанитския орден.
Той е петият, най-малкият син от петте сина на Волфганг Фридрих/Йохан Волфганг (Волф) Фридрих Шенк фон Щауфенберг (* 1612/1613; † 19 октомври 1676, Лаутлинген) и съпругата му Анна Барбара фон Вернау (* 1632; † 15 юли 1681, Лаутлинген), дъщеря на Ханс Мартин фон Вернау и Мария Якобина фон Вайкс. Внук е на Вилхелм Шенк фон Щауфенберг (1573 – 1644) и Маргарета фон Щадион († сл. 1643), дъщеря на Волф Дитрих фон Щадион (1551 – 1607) и Барбара фон Щайн цум Рехтенщайн († сл. 1572). Родителите му умират през 1676 и 1681 г.
Брат е на фрайхер Йохан Вернер Шенк фон Щауфенберг (1654 – 1717), Йохан Вилхелм († 1726), Албрехт († 1728) и Йохан Франц Шенк фон Щауфенберг (1658 – 1740), епископ на Констанц (1704 – 1740), епископ на Аугсбург (1737 – 1740) . Сестра му Мария Маргарета (1656 – 1698) е омъжена на 9 февруари 1680 г. за фрайхер Йохан Лудвиг Константин фон Улм, фрайхер в Ербах († 1719). 
Йохан Фридрих е назначен на 20 април 1683 г. за комендатор на комендите Филинген, Швебиш Хал и Афалтрах. В Малта е приет в Йоанитския орден. На 23 април 1687 г. той получава коменден Базел и Райнфелден.
През 1698 г. се провежда подялбата на наследството на баща му и майка му. Най-малките два сина Йохан Франц и Йохан Фридрих получават заедно имението Вилфлинген с Егелфинген, а по-големите братя си разделят останалите имоти. Император Леополд I от род Хабсбург издига на 20 януари 1698 г. петте братя с техните братовчеди в наследствен фрайхер.
Йохан Фридрих е рицарски съветник в Кантон Некар и Шварцвалд на Швабския имперски окръг и поема през 1684/85 г. военно командване. Той участва в два похода в Унгария. През 1698 г. той е генерал-вахтмайстер и полковник на коненен регимент и участва при завладяването на Белград. Тогава той е тежко ранен. През 1702 г. той е повишен на генерал-фелдмаршал-лейтенант на Швабския окръг. В битката при Фридлинген на 14 октомври 1702 г. той отново е тежко ранен.
Той умира на 29 април 1720 г. в своя дворец във Вилфлинген. Тримата му братя (Йохан Вилхелм, Албрехт и Йохан Франц) поемат наследството му и изплащат задълженията му по времето на походите му.